# Carles Nyssen i Vicente
Carles Nyssen i Vicente (Palamós, 14 de novembre de 1906 - Badalona, 1985) va ser un fotògraf català.
Nascut a l'Empordà, el seu pare, Julio Nyssen, d'ascendència holandesa, exercia de fotògraf a Palamós, i, quan Carles tenia només quatre anys, es va establir negoci propi de fotografia el 1910 al carrer Sant Isidre de Badalona. Instal·lat a la ciutat, va estudiar pintura amb Eduard Flò i Guitart i Antoni Ros i Güell, però ell no volia estudiar i de ben jove, amb els seus germans, Concepció i Juli, es va incorporar a l'empresa familiar, aleshores ubicada ja a l'avinguda Martí Pujol, on inicialment va treballar fent retocs a les fotografies. Va continuar treballant a l'empresa familiar durant molts anys, després del seu retir, els seus germans van continuar fent-se càrrec del negoci.
Era també molt aficionat al cinema, el 1928 va realitzar la pel·lícula Fotografías de la ciudad de Badalona amb una càmera que li havien regalat, i la va estrenar aquell mateix any a les sales Picarol i Zorrilla. El film és un documental molt complet en què es reflecteixen les activitats i l'aspecte de la ciutat en aquells moments. Per desgràcia no va poder continuar dedicant-se al cinema, però va conservar aquesta pel·lícula i unes altres dues filmacions molt breus, que va donar el 1982 al Museu de Badalona, que les va tornar a exhibir i les ha conservades.
En el terreny personal, es va casar en dues ocasions: Paulina, amb qui va tenir dos fills, Joan, que va morir amb onze anys, i Roser; i després Joaquima, amb qui no va arribar a tenir fills.